# Влажне марамице
Влажне марамице су мали навлажени комади пластике или крпе који су често савијени и појединачно умотавани ради практичности. Влажне марамице се користе у сврхе чишћења као што су лична хигијена или чишћење у домаћинству.
Американац Артур Џулијус је изумитељ влажних марамица. 
Деведесет посто влажних марамица на тржишту производи се од нетканог материјала од полиестера или полипропилена.
Материјал је навлажен водом или другим течностима (нпр. Изопропил алкохолом), зависно од примене. Материјал се може третирати омекшивачима, лосионима или парфемом за подешавање тактилних и мирисних својстава. Конзерванси попут метилизотиазолинона користе се за спречавање раста бактерија или гљивица у паковању. Готове влажне марамице се савијају и стављају у џепне пакете или у кутијама.

## Употреба
Влажне марамице могу послужити у бројне личне и кућне сврхе. Иако се продаје углавном за брисање одојчади у пеленама, није реткост да потрошачи такође користе производ за чишћење пода, тоалетних седишта и других површина око куће. 

## Загађење
Компаније за управљање водама траже од људи да не пуштају влажне марамице низ тоалете, јер се теже распадају у води и то може проузроковати блокаде канализације познате као фатбергс. 
Од средине 2000-их, влажне марамице постале су чешће за употребу као алтернатива тоалетном папиру у неким земљама. Такву употребу су у неким случајевима охрабрили произвођачи. Зна се да влажне марамице зачепљују унутрашње водоводне, септичке и јавне канализационе системе када се бацају у WC шољу. 